# 702 Алауда
702 Алауда (702 Alauda) — астероїд головного поясу, відкритий 16 липня 1910 року.
Тіссеранів параметр щодо Юпітера — 3,095.